# Gunung Cahya
Gunung Cahya is een bestuurslaag in het regentschap Ogan Komering Ulu Selatan van de provincie Zuid-Sumatra, Indonesië. Gunung Cahya telt 1392 inwoners (volkstelling 2010).